# Fend G 600
Der Fend G 600 ist ein Geländewagen von  Fritz Fend, Technischer Fertigungsbetrieb in Rosenheim. Konstrukteur des Amphibischen Geländefahrzeugs für 0,5 t Nutzlast war der Flugzeugingenieur Fritz Fend.

## Entwicklung
Die Entwicklung des kleinen Geländewagens für Erkundungsdienste sollte den Wünschen der Bundeswehr nach einem „Alleskönner“ entsprechen. Der von Fend im Jahr 1956 vorgestellte Prototyp war schwimmfähig und hatte gute Offroad-Eigenschaften. Das lediglich 500 kg schwere Fahrzeug konnte von Flugzeugen oder Hubschraubern transportiert und am Zielort abgeworfen werden. Vier Personen fanden in dem Geländewagen Platz. Durch einen Knick in Fahrzeugmitte ließen sich auch steile Kuppen überfahren. Im Wasser sorgten lediglich die rotierenden Räder für Vortrieb; eine Schiffsschraube zum Antrieb gab es nicht. Der Fend G 600 hatte Allradantrieb mit zwei Motoren, einer der Zweizylinder-Zweitaktmotoren trieb die Vorderachse an und der andere die Hinterachse. Es waren ILO-Motoren mit je 246 cm³ Hubraum und je 14 PS. Durch einen Vorwahlschalter ließ sich das Fahrzeug entweder mit Frontantrieb, Heckantrieb oder Allradantrieb betreiben. Die Räder des Fend G 600 waren an doppelten Querlenkern aufgehängt. Zur Verbesserung der Traktion konnten beide Ersatzräder zusätzlich an eine Achse geschraubt und mit der damit größeren Aufstandsfläche der Bodendruck verringert werden.
Das Bundesverteidigungsministerium zeigte an dem Fahrzeug trotz problemloser Eigenschaften kein Interesse. Der Prototyp wurde noch bis 1974 betrieben; der Verbleib ist unklar.

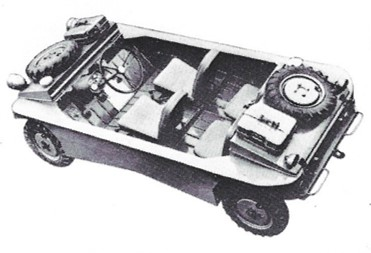
Fend G600 Sitzplatzverteilung
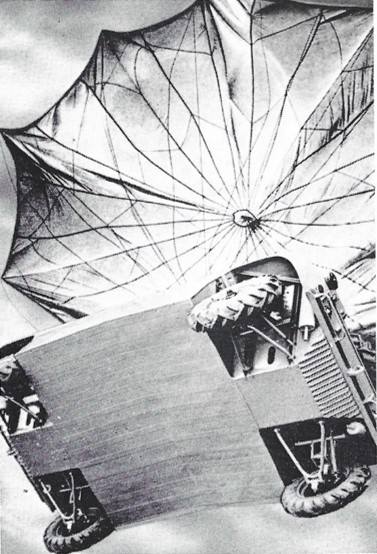
Fallschirmabwurf eines Fend G 600

## Modellübersicht
| Fahrzeugtyp:  | Fend G 600 | |
| ------------- | --- | --- |
| Bohrung × Hub | 52 mm × 58 mm | 52 mm × 58 mm |
| Vergaser      | Schiebervergaser Bing | Schiebervergaser Bing |
| Verdichtung   | 6,0 : 1 | 6,0 : 1 |
| Karosserie    | Selbsttragende Ganzstahlkarosserie, schwimmfähige Wanne                                                                                                | Selbsttragende Ganzstahlkarosserie, schwimmfähige Wanne                                                                                                |
| Fahrwerk      | Vorderradaufhängung: Einzelradaufhängung mit doppelten Dreiecksquerlenkern; Hinterradaufhängung: Einzelradaufhängung mit doppelten Dreiecksquerlenkern | Vorderradaufhängung: Einzelradaufhängung mit doppelten Dreiecksquerlenkern; Hinterradaufhängung: Einzelradaufhängung mit doppelten Dreiecksquerlenkern |
| Lenkung       | Zahnstange | Zahnstange |
| Bremsen       | Trommeln hydraulisch betätigt, Zweikreis | Trommeln hydraulisch betätigt, Zweikreis |
| Stückzahl     | 1 | 1 |